# NGC 2346
NGC 2346 – mgławica planetarna znajdująca się w gwiazdozbiorze Jednorożca. Mgławica ta znajduje się w odległości 2000 lat świetlnych, a jej średnica ma 0,34 roku świetlnego. Została odkryta 5 marca 1790 roku przez Williama Herschela.
NGC 2346 przypomina kształtem motyla. Kształt mgławicy jest prawdopodobnie spowodowany specyficzną ewolucją systemu, którego składniki kiedyś znajdowały się w większej odległości od siebie. W jej centrum znajduje się układ dwóch gwiazd, które obiegają się wzajemnie co 16 dni. Prawdopodobnie wiele milionów lat temu masywniejsza z tych gwiazd, rozszerzając się, objęła swym oddziaływaniem grawitacyjnym mniejszą gwiazdę, a to spowodowało, że obie zaczęły się obracać znacznie bliżej siebie i odrzucać powłoki gazu.